# Montreal (Kreuzfahrerburg)
Montreal, auch Mons Regalis, Castrum Saboach, arabisch قلعة الشوبك, DMG qalʿat aš-Šawbak, ist eine ehemalige Kreuzfahrerburg in „Idumäa“ (Edom) südöstlich des Toten Meeres im heutigen Jordanien.

## Lage
Die Ruinen der Höhenburg liegen auf einem kegelförmigen Berg über der Ebene von Edom an der Pilger- und Karawanenstraße von Syrien nach Arabien. Der wichtige Handelsweg führte an dieser Stelle vom Toten Meer zur Arava-Senke und von dort weiter nach Akaba am Roten Meer.

## Geschichte
Die Burg wurde 1115 von Balduin I. von Jerusalem als erste Burg östlich des Jordans und des Toten Meers errichtet. Anlass war ein Feldzug, bei dem er 1116 Akaba eroberte; die neue Festung sollte die Route von Jerusalem nach Akaba sichern. Die günstige Lage der Burg erlaubte es Balduin, zudem die Wirtschaft der Gegend zu kontrollieren, da Pilger und Händler eine Erlaubnis brauchten, die Straße zu benutzen. Die Burg war von relativ fruchtbarem Land umgeben, was die Versorgung ihrer Besatzung erleichterte. Zudem wurden zwei Brunnen gegraben und mit langen und steilen Treppen versehen.
König Balduin II. vergab die Burg 1118 als Zentrum der Herrschaft Oultrejordain als Lehen an Roman von Le Puy. Als dieser sich 1134 an einem Aufstand gegen König Fulko von Jerusalem beteiligte, wurde das Lehen eingezogen und an Pagan den Mundschenk vergeben. Nach Pagans Tod um 1147 beerbte ihn sein Neffe Moritz von Montreal. Nach dessen Tod fiel die Herrschaft an König Balduin III. von Jerusalem zurück. 1161 vergab dieser die Oultrejordain als Lehen an Philipp von Milly, der dafür sein bisheriges Lehen, die Herrschaft Nablus, zurückgab. Zu dieser Zeit wurde das Zentrum der Herrschaft Oultrejordain nach Karak verlegt, einer stärkeren Festung, die unter Pagan nördlich von Montreal errichtet worden war, doch blieb auch Montreal bedeutend. Ebenso wie Karak hatte es dem Königreich Jerusalem sechzig Ritter zu stellen.
Nach Philipps Tod übernahm seine Tochter Stephanie von Milly die Herrschaft, die nacheinander von ihren insgesamt drei Ehegatten ausgeübt wurde. Der letzte von ihnen war ab 1176 Rainald von Chatillon. Rainald nutzte Montreal, um die reichen Karawanen anzugreifen, die bisher die Straße ohne Schaden zu nehmen passieren konnten. Auch ließ er hier Schiffe bauen, die er über Land ans Rote Meer transportieren ließ, um Mekka anzugreifen. Der Ayyubiden-Sultan Saladin griff aufgrund dieser Provokationen das Königreich 1187 an, eroberte Jerusalem und ließ seinen Bruder al-Adil im gleichen Jahr auch Montreal belagern. Den Verteidigern wird nachgesagt, während der langen Belagerung ihre Frauen und Kinder für Nahrung verkauft zu haben, und dass sie aus Mangel an Salz blind geworden seien. Wegen des Hügels konnten die Angreifer keine Belagerungsmaschinen einsetzen, so dass die Burg erst nach zwei Jahren, im Mai 1189, fiel.

## Anlage
Die gesamte Anlage ist beachtlich und bot einer großen Anzahl von Menschen Platz. Der kurze Zeitraum, den König Balduin 1115 benötigte, um hier eine Burg zu „errichten“, spricht dafür, dass man zunächst ältere Ruinen ausbesserte – möglicherweise solche der Nabatäer, deren frühere Hauptstadt Petra im nahen Bergland von Edom lag, wo später zwei Außenposten von Montreal errichtet wurden. In diesem Fall hätte Balduin erst in den folgenden Jahren mit dem eigentlichen Bau der großen Burg begonnen. Genaueres ist nicht bekannt.
Von der Kreuzritterburg Montreal sind umfangreiche Reste erhalten geblieben, die allerdings bis vor wenigen Jahren weitgehend von Schutt und jüngerer Bebauung bedeckt waren. Besonders beachtenswert sind die Ruinen einer dreischiffigen Kirche (im Osten der Kernanlage) sowie einer kleineren, schlichten Kapelle (im Südosten am Burgeingang). Schriftliche Quellen sowie der Baubefund zeigen, dass die Kreuzritterburg des 12. Jahrhunderts über drei Mauerringe verfügte, von denen zwei inzwischen gut erkennbar sind. Während am äußeren Mauerring rechteckige Türme mit Schießscharten liegen, waren am zweiten inneren Mauerring nur flach vortretende Mauerrisalite vorhanden. Wie der dritte Mauerring aussah, ist derzeit noch nicht ganz klar, es könnte sich um den großen Torzwinger im Süden handeln oder um eine noch nicht näher bekannte Anlage im Inneren der Burg.
Die Ayyubiden errichteten im Norden der Kernanlage einen Palast, der in weiten Teilen erhalten ist und das Ziel archäologischer Untersuchungen wurde. Die Mameluken haben die Burg Ende des 13. Jahrhunderts weiter ausgebaut. Insbesondere die großen rechteckigen Türme an der äußeren Ringmauer stammen aus dieser Bauphase.
Derzeit werden in Schaubak umfangreiche Ausgrabungen und Restaurierungsmaßnahmen durchgeführt. Der Zustand vor den Arbeiten wurde jedoch nur wenig dokumentiert.

## Galerie

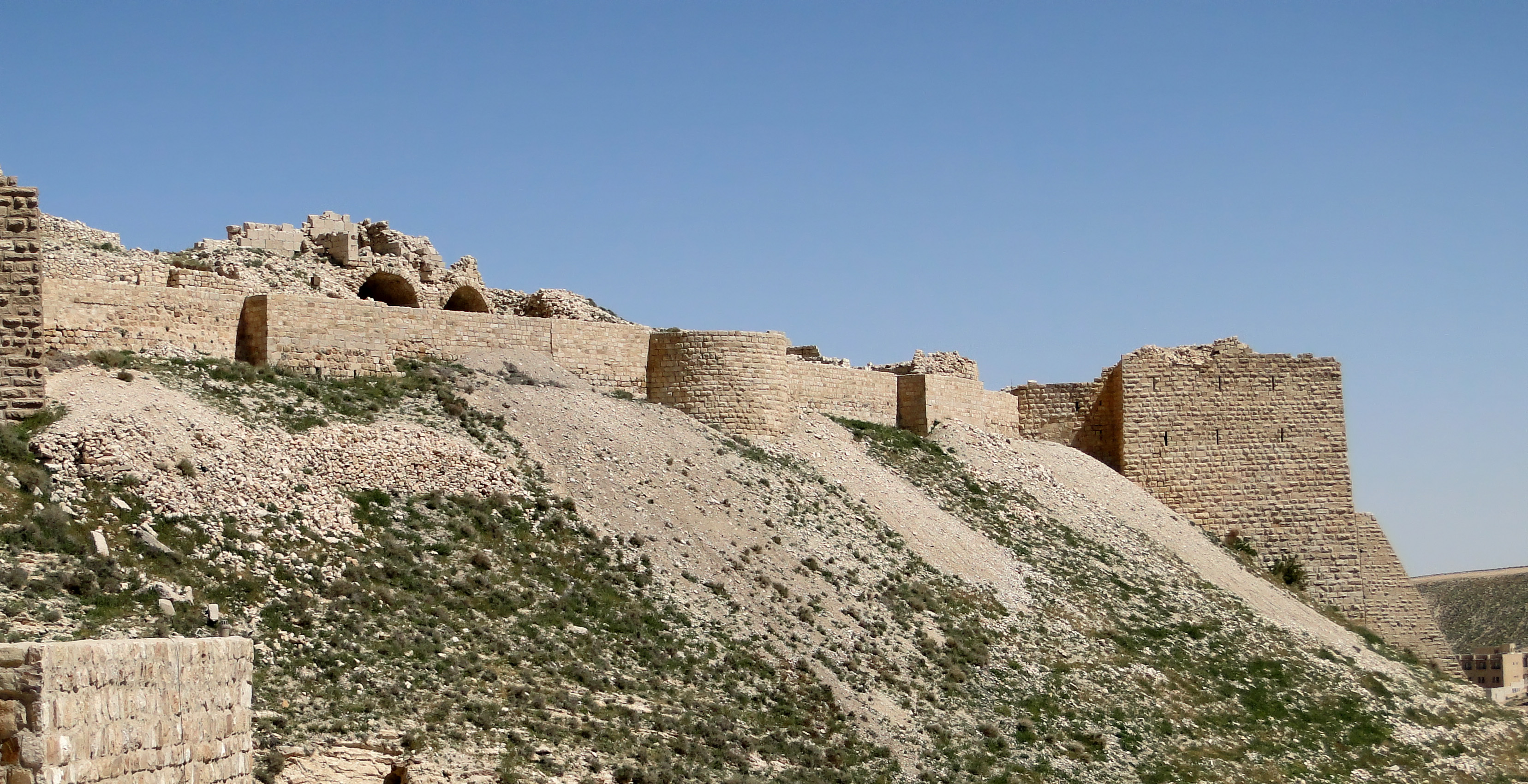
Ostwall
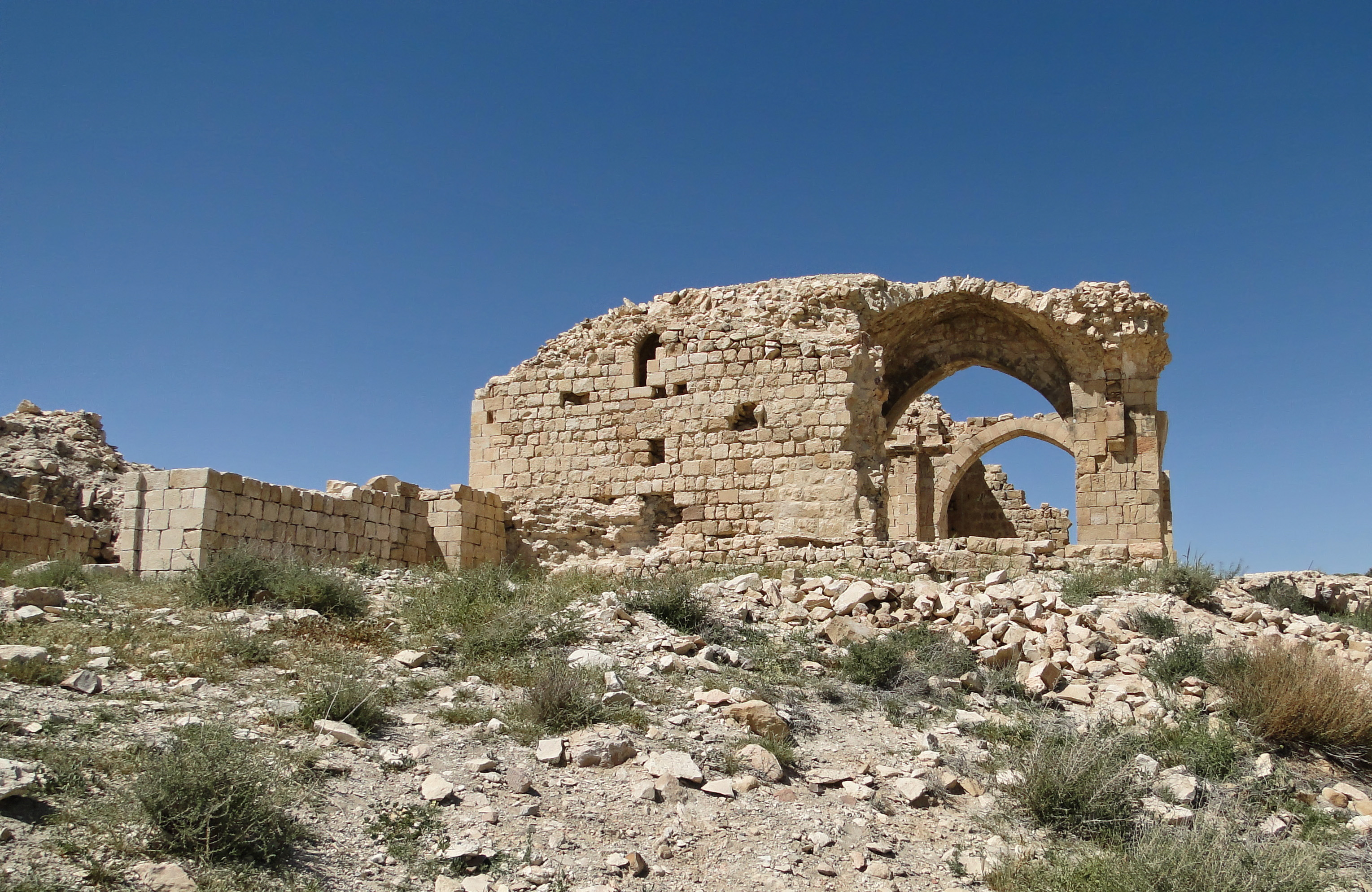
Ruinen im Innern der Anlage
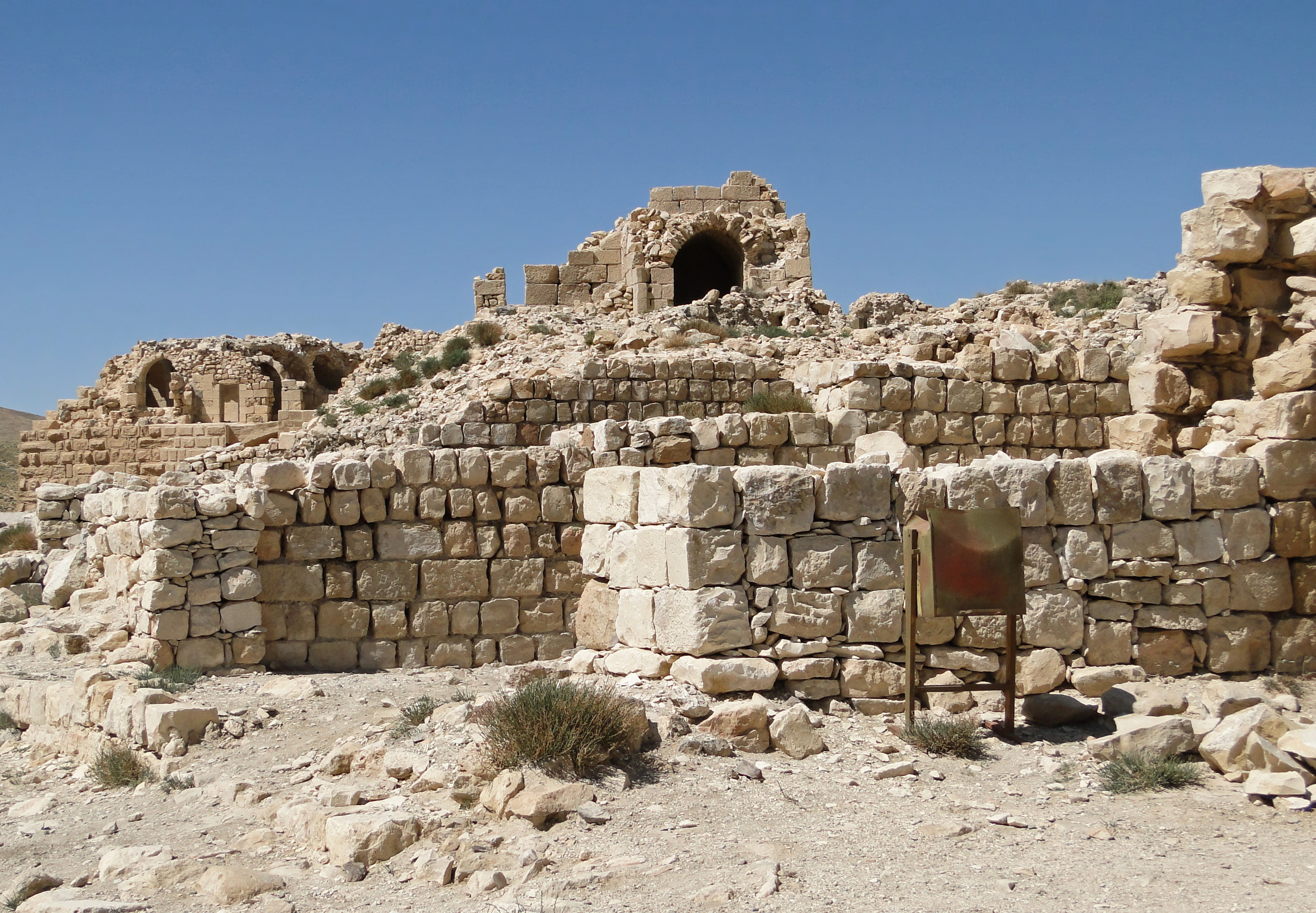
Ruinen im Innern der Anlage
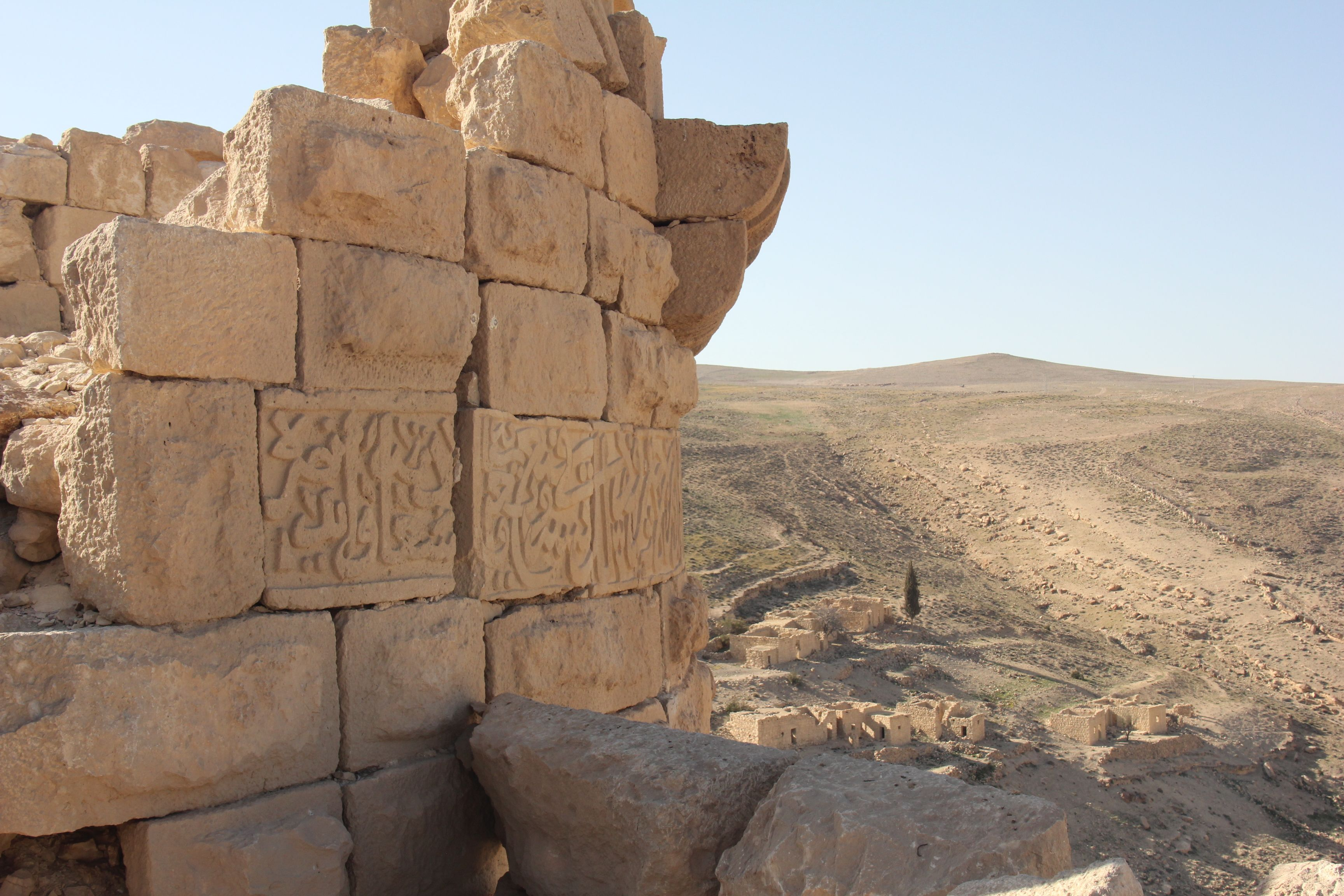
Blick aus der Burg